# Пибрентасвир
Пибрентасвир является противовирусным средством, ингибирующим NS5A. В США и Европе он одобрен для использования с глекапревиром в качестве комбинированного препарата глекапревир/пибрентасвир (торговое название «Mavyret» в США и «Maviret» в ЕС) для лечения гепатита C. Препарат продает фирма «AbbVie».

## Механизм действия
Точный механизм действия пибрентасвира остается неизвестным. Пибрентасвир является ингибитором сериновой протеазы 5А, ключевого белка, необходимого для репликации вируса гепатита C.

## Приложение
Пибрентасвир используется только в сочетании с глекапревиром.

### Евросоюз
- хронический гепатит C у взрослых[6].

### Соединенные Штаты
- хронический гепатит C, вызванный генотипом вируса гепатита C 1, 2, 3, 4, 5 или 6, у пациентов без цирроза или с компенсированным циррозом печени класса А по классификации Чайлда-Пью[7].
- хронический гепатит C у взрослых, вызванный вирусом гепатита C генотипа 1, которые ранее лечились по схеме, содержащей либо ингибитор сериновой протеазы NS3/4A, либо ингибитор белка NS5A[7].

Пибрентасвир включен в примерный перечень ВОЗ основных лекарственных средств (2019 г.).

## Побочные эффекты
Неизвестно о побочных эффектов глекапревира при монотерапии. Более чем у 10% пациентов у комбинированного препарата с пибрентасвиром были обнаружены следующие побочные эффекты: головная боль, переутомление, а у более чем у 1% пациентов: астения, диарея, тошнота.